# Río Tanana
El Tanana (pronunciación IPA: ['tænənɑː]) es un río del estado de  Alaska que pasa por la ciudad de Fairbanks y se une a la altura del pueblo de Nenana con el río Nenana. Es afluente del río Yukón.
La palabra Tanana significa río de montaña en atabascan.

## Afluentes principales
Lista de los principales afluentes del río Tanana en orden descendente de altitud:
- Río Chisana
- Río Nabesna
- Río Kalutna
- Río Tok
- Río Robertson
- Río Johnson
- Río Little Gerstle
- Río Healy
- Río Volkmar
- Río Gerstle
- Riachuelo Clearwater
- Río Goodpaster
- Río Delta
- Riachuelo Delta
- Río Little Delta
- Río Salcha
- Río Little Salcha
- Río Chena
  - Bifurcación norte
  - Bifurcación sur
- Río Wood
- Río Tatlanika
- Río Nenana
  - Río Teklanika
- Río Tolovana
- Río Kantishna
- Río Zitziana
- Río Cosna
- Río Chitanana

## Galería de imágenes

Afluente menor del Tanana en Tanacross.
Río Tanana en Tok.
Vista de la carretera sobre el río en Tok.
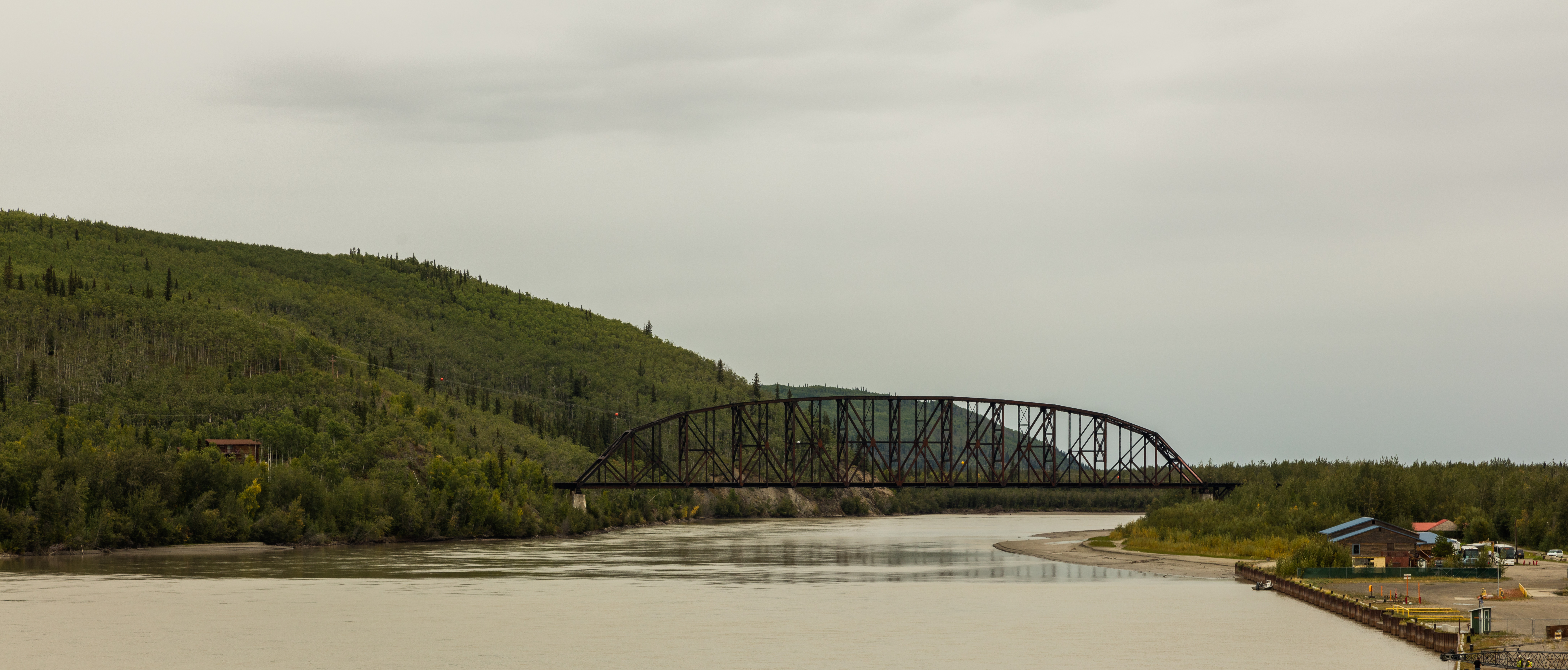
Puente sobre el río Tanana, Nenana.